# Musa Sinyan
Musa Sinyan (* 20. Jahrhundert) ist ein Politiker im westafrikanischen Staat Gambia.

## Leben
| Parlamentswahl | Stimmen | Stimmanteil |
| -------------- | ------- | ----------- |
| 1997           | 1.931   | 46,94 %     |

Sinyan trat bei den Parlamentswahlen 1997 als Kandidat der Alliance for Patriotic Reorientation and Construction (APRC) im Wahlkreis Banjul Central an. Er gewann den Wahlkreis mit 46,94 % der Stimmen vor Christian Samuel Davies, den Kandidaten der United Democratic Party (UDP) und den parteilosen Pa Sallah Jeng. Bei den folgenden Parlamentswahlen 2002 trat Sinyan nicht mehr an.
Um 2014/2016 war er als Protokollchef im Büro der Vizepräsidentin  Isatou Njie Saidy tätig.

## Auszeichnungen und Ehrungen
- 2016 – July 22nd Revolution Award[3]